# Шенцов, Николай Степанович
Никола́й Степа́нович Шенцо́в (19 декабря 1911, село Жерновка — 1 января 1978, Обоянь, Курская область) — рядовой Советской Армии, участник Великой Отечественной войны, Герой Советского Союза (1943).

## Биография
Родился 19 декабря 1911 года в селе Жерновка в крестьянской семье. Русский. Образование начальное. Работал в совхозе.
В Красной Армии — с 1942 года. С сентября 1943 года — в действующей армии. Воевал на Центральном (с 20 октября 1943 года — Белорусский) и Ленинградском фронтах.
Особо отличился в боях на подступах к Днепру, при форсировании реки и в боях на плацдарме, где был ранен. В числе первых форсировал реки Десна, Сож, Днепр. После излечения в госпитале был направлен на Ленинградский фронт. Воевал в составе 103-го стрелкового полка 85-й стрелковой дивизии в должности командира миномётного расчёта. Принимал участие в освобождении Прибалтики.
Указом Президиума Верховного Совета СССР от 30 октября 1943 года за успешное форсирование реки Днепр, прочное закрепление плацдарма на западном берегу реки Днепр и проявленные при этом отвагу и геройство красноармейцу Шенцову Николаю Степановичу присвоено звание Героя Советского Союза с вручением ордена Ленина и медали «Золотая Звезда». Наградной лист подписан 21 октября 1943 г. командиром 685 ст. полка подполковником Никоновым.
В 1946 году демобилизован. Жил в селе Рудавец Обоянского района Курской области. Работал в колхозе.
Умер 1 января 1978 года. Похоронен на кладбище города Обоянь.
Награждён орденами Ленина (30.10.1943) и Славы 3-й степени (08.08.1944), медалями.